# Аль-Мурабитун
См. также Аль-Мурабитун (Ливан)
«Аль-Мурабитун» (араб.: المرابطون, — мн.ч. от «مرابط» — стражник, монах) — радикальная исламистская группировка, образованная в результате объединения «Движения за единство и джихад в Западной Африке» и бригады «Аль-Муляссамун». «Аль-Мурабитун» является частью «Аль-Каиды в странах исламского Магриба» (АКИМ) и признана террористической ООН, Австралией, Великобританией, Канадой и США.

## История, структура, цели
«Аль-Мурабитун» была создана в 2013 году в результате слияния отдельных групп «Движения за единство и джихад в Западной Африке» и бригады «Аль-Муляссамун» (Подписавшиеся кровью). Обе организации были ответвлениями АКИМ. Возглавил группировку полевой командир алжирского происхождения Мухтар Бельмухтар.
«Аль-Мурабитун» управляется эмиром и советом, который координирует деятельность организации. Большинство лидеров группировки в публичном пространстве неизвестны .
Цель организации — заставить Францию и её союзников покинуть регион. Для достижения этой цели группировка провела ряд террористических атак, направленных против интересов Франции в регионе, а также против военных подразделений ряда африканских стран и гражданских объектов.

## Этимология
Термин «Мурабитун» (или «Мораниды») — изначально название мусульманского религиозного братства, основанного Абдуллой ибн Ясином аль Гузулием между 1039—1043 гг. в Сенегале и Сахаре, затем — название основанного в середине XI века берберами — последователями Абдуллы ибн Ясина государства на территории нынешних Марокко, Алжира, Испании и Португалии; а также название правившей в нём династии. В Западной Африке мурабит — мусульманский святой, живущий в рибате или посвящающий себя тому делу, которое составляет назначение рибата. В Мавритании марабутами именовали представителей касты, преимущественно берберского происхождения, выполнявшей главным образом духовные функции. Название группировки явно не отражает того изначального смысла, который вкладывался в данный термин в прежние времена.

## Террористическая деятельность
Члены организации взяли на себя ответственность за захват заложников в Ин-Аменас (Алжир) 16 января 2013 г,, приведшего к гибели десятков иностранных специалистов.
7 марта 2015 года человек в маске открыл огонь по посетителям в популярном для иностранцев ресторане малийской столицы. В результате стрельбы погибли гражданин Франции, сотрудник службы безопасности Бельгии, представитель ЕС и трое местных жителей.
11 августа 2015 года группировка совершила атаку на отель Byblos в Севарэ. В результате 24-часового противостояния погибло 13 человек, включая 5 сотрудников ООН, 4 солдата и 4 нападающих.
20 ноября 2015 года «Аль-Мурабитун» взяла на себя ответственность за атаку на гостиницу Radisson Blu в столице Мали г. Бамако, в результате которой погибло 27 человек.
15 января 2016 года террористы из этой группировки напали на гостиницу Splendid в столице Буркина-Фасо г. Уагадугу. В результате теракта погибло не менее 28 человек и ещё более 30 получили ранения разной степени тяжести.

## Отношения с другими террористическими организациями региона
3 декабря 2015 года лидер «Аль-Каиды в Магрибе» Абдэльмалек Друкдэль объявил о том, что «Аль-Мурабитун» стала частью его организации. 14 мая 2015 года один из основателей и пресс-секретарь «Аль-Мурабитун» Аднан Абу Валид ас-Сахрави выпустил аудиозапись, в которой заявил, что члены организации дали клятву лидеру ИГ, призвав другие группировки последовать примеру. Однако несколько дней спустя Бельмухтар опроверг это заявление, сказав, что оно было сделано без согласования с советом организации. Это позволило экспертам предположить о существовании в «Аль-Мурабитун» серьёзного раскола.